# Condé-en-Brie
Pour les articles homonymes, voir Condé et Brie.
Condé-en-Brie est une commune française située dans le département de l'Aisne, en région Hauts-de-France.

## Géographie

### Localisation
Condé-en-Brie est située à vol d'oiseau à 63 km au sud de Laon, et à 12,6 km à l'est de la sous-préfecture de Château-Thierry. Elle se trouve à 90,3 km à l'est de Paris. Elle se trouve dans le sud du département, à l'extrême sud de la région et historiquement dans le nord-ouest de la province Champagne en limite de la province d'Île-de-France.

### Communes limitrophes
La commune est limitrophe avec six communes, Celles-lès-Condé (1 km), Montigny-lès-Condé (2 km), Monthurel (2,3 km), Saint-Eugène (3 km), Vallées-en-Champagne (4,2 km) et Courboin (4,3 km).
| Saint-Eugène et Monthurel |                    | Celles-lès-Condé                                      |
| Courboin                  | Condé-en-Brie      | Vallées-en-Champagne (Cne deléguée de Baulne-en-Brie) |
|                           | Montigny-lès-Condé |                                                       |

### Géologie et relief
Condé-en-Brie est une ancienne bourgade gallo-romaine, Condé mérite bien son nom qui signifie « confluent » puisque plusieurs vallées fortement encaissées s'y rencontrent : le Surmelin, la Dhuis et la Verdonnelle. Le château est construit sur l'emplacement d'une ancienne villa gallo-romaine.
Commune de la région de l'Omois constituée des cantons du sud de l'Aisne, Condé-en-Brie est traversé par la route touristique du champagne.

### Hydrographie
La commune est située dans le bassin Seine-Normandie. Elle est drainée par l'aqueduc de la Dhuis, la Dhuis, divers bras de Surmelin,,.
L'aqueduc de la Dhuis est un un aqueduc souterrain d'Île-de-France et d'Aisne, construit entre 1863 et 1865. Il sert à fournir en eau les communes du Val d'Europe, dont le complexe Disneyland Paris à l'est de l'Île-de-France.
La Dhuis, d'une longueur de 21 km, prend sa source dans la commune de Janvilliers et se jette  dans le Surmelin à Celles-lès-Condé, après avoir traversé neuf communes.

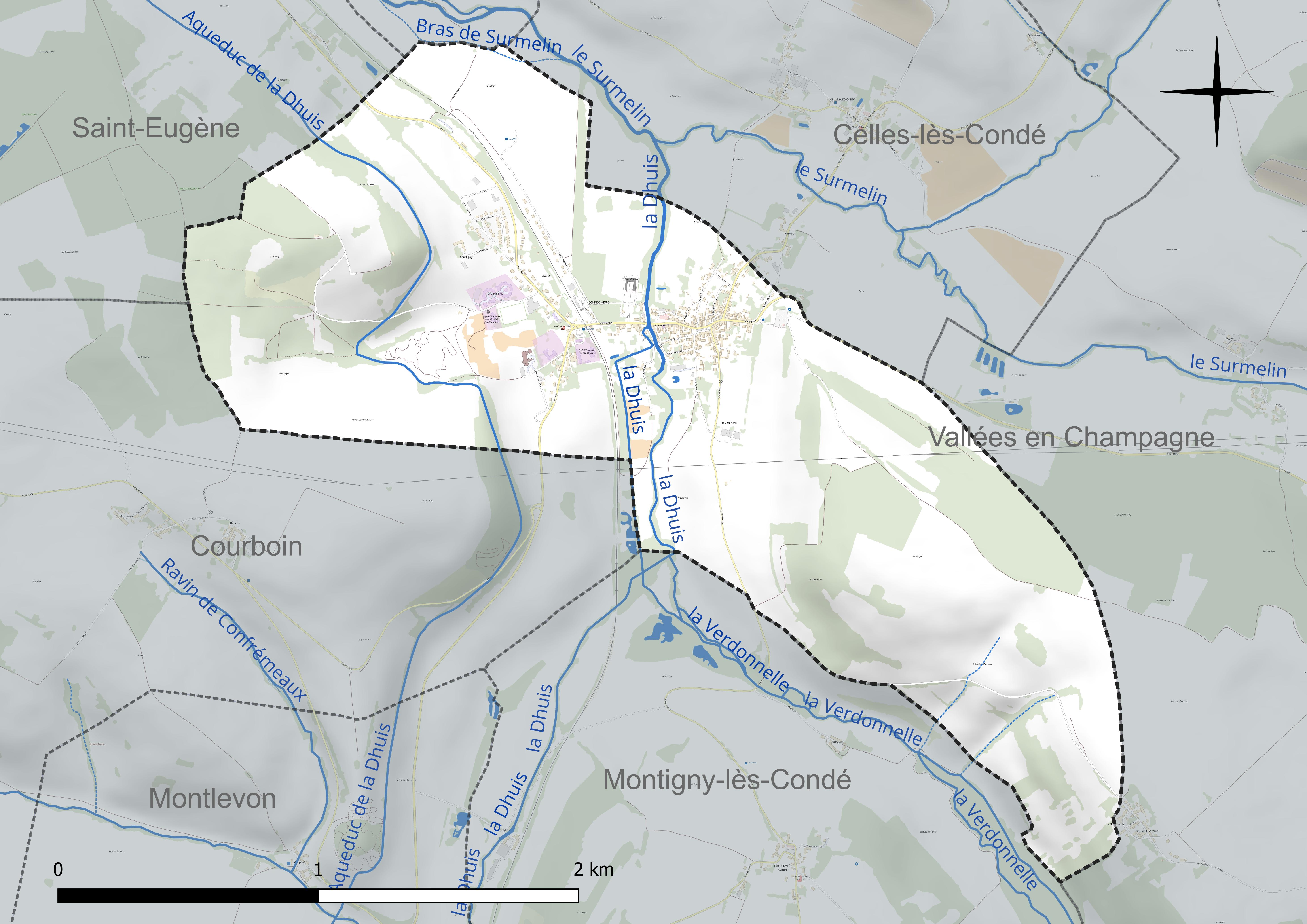
Réseau hydrographique de Condé-en-Brie.

### Climat
Pour des articles plus généraux, voir Climat des Hauts-de-France et Climat de l'Aisne.
En 2010, le climat de la commune est de type climat océanique dégradé des plaines du Centre et du Nord, selon une étude du CNRS s'appuyant sur une série de données couvrant la période 1971-2000. En 2020, Météo-France publie une typologie des climats de la France métropolitaine dans laquelle la commune est exposée à un climat océanique altéré et est dans la région climatique Nord-est du bassin Parisien, caractérisée par un ensoleillement médiocre, une pluviométrie moyenne régulièrement répartie au cours de l'année et un hiver froid (3 °C).
Pour la période 1971-2000, la température annuelle moyenne est de 10,5 °C, avec une amplitude thermique annuelle de 15,2 °C. Le cumul annuel moyen de précipitations est de 751 mm, avec 11,8 jours de précipitations en janvier et 8,2 jours en juillet. Pour la période 1991-2020, la température moyenne annuelle observée sur la station météorologique la plus proche, située sur la commune de Blesmes à 9 km à vol d'oiseau, est de 10,6 °C et le cumul annuel moyen de précipitations est de 713,0 mm,. Pour l'avenir, les paramètres climatiques de la commune estimés pour 2050 selon différents scénarios d'émission de gaz à effet de serre sont consultables sur un site dédié publié par Météo-France en novembre 2022.

## Urbanisme

### Typologie
Au 1er janvier 2024, Condé-en-Brie est catégorisée commune rurale à habitat dispersé, selon la nouvelle grille communale de densité à 7 niveaux définie par l'Insee en 2022.
Elle est située hors unité urbaine. Par ailleurs la commune fait partie de l'aire d'attraction de Château-Thierry, dont elle est une commune de la couronne,. Cette aire, qui regroupe 52 communes, est catégorisée dans les aires de moins de 50 000 habitants,.

### Occupation des sols
L'occupation des sols de la commune, telle qu'elle ressort de la base de données européenne d'occupation biophysique des sols Corine Land Cover (CLC), est marquée par l'importance des territoires agricoles (74,5 % en 2018), en diminution par rapport à 1990 (77,4 %). La répartition détaillée en 2018 est la suivante : 
terres arables (50,6 %), prairies (18,1 %), forêts (12,5 %), zones urbanisées (10,6 %), zones agricoles hétérogènes (5,9 %), milieux à végétation arbustive et/ou herbacée (2,4 %).
L'évolution de l'occupation des sols de la commune et de ses infrastructures peut être observée sur les différentes représentations cartographiques du territoire : la carte de Cassini (XVIIIe siècle), la carte d'état-major (1820-1866) et les cartes ou photos aériennes de l'IGN pour la période actuelle (1950 à aujourd'hui).

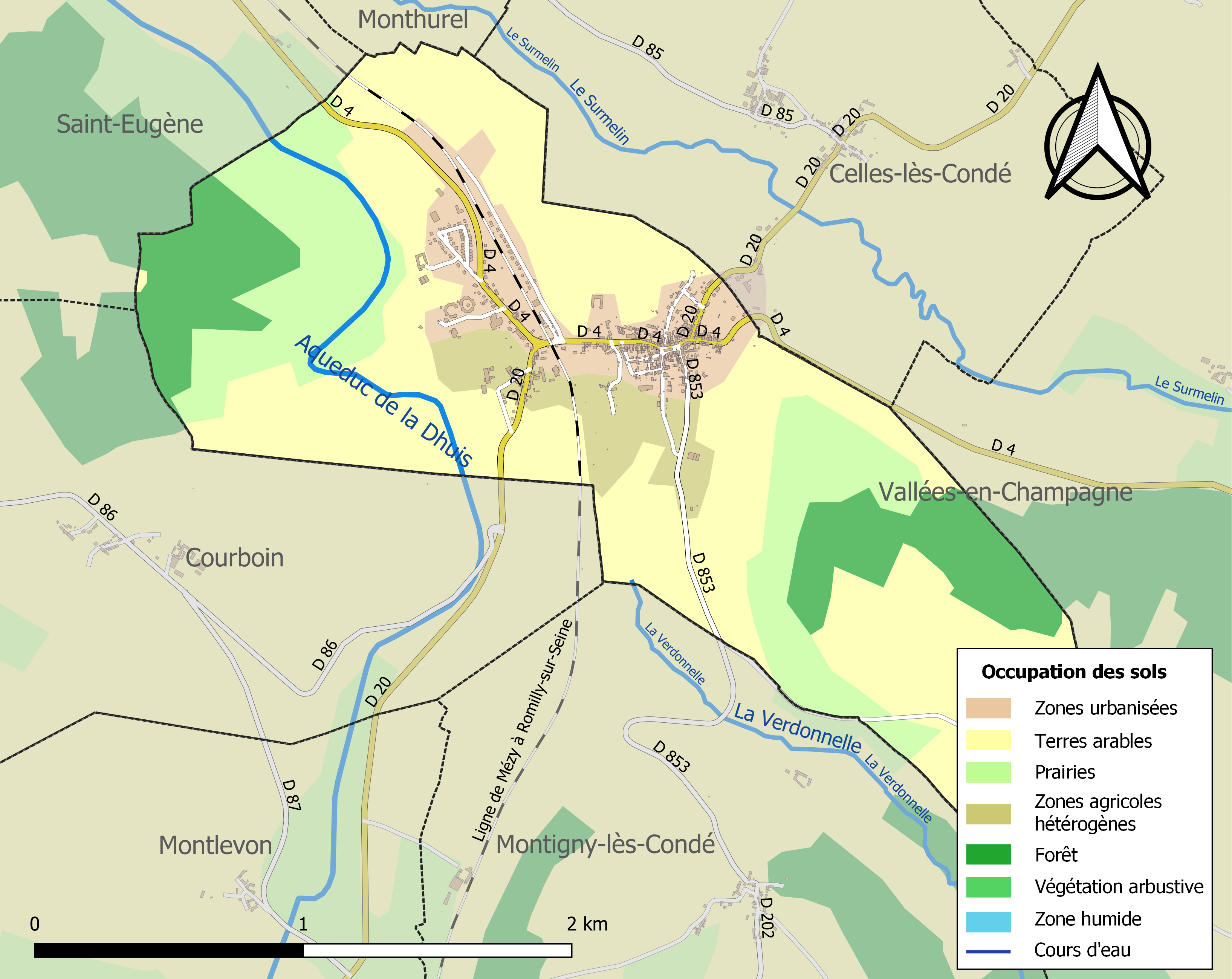
Carte des infrastructures et de l'occupation des sols de la commune en 2018 (CLC).

## Toponymie
Le nom du village apparaît pour la première fois en 1205 sous le nom de Conde-in-Bria dans un cartulaire de l'abbaye d'Igny; puis Condetum-in-Bria; Condé-en-Brye; Condé au XVIIIe siècle sur la carte de Cassini, Vallon-Libre sous la Révolution et l’appellation actuelle Condé-en-Brie au XIXe siècle
.
Condé du gaulois condate, signifiant « confluent », la commune est traversée par la rivière Dhuis qui va se jeter dans le Surmelin à Celles-lès-Condé.
La Brie est une région naturelle française située dans la partie orientale du bassin parisien, entre les vallées de la Marne, de la Seine et la côte d'Île-de-France.

## Histoire
Condé-en-Brie était une seigneurie des Montmirail, des Coucy, des comtes de Bar, des Luxembourg Saint-Pol, des Bourbon-Vendôme, des Bourbon-Condé, des Bourbon-Soissons, puis des Savoie-Carignan. Elle a donné son nom à la maison des princes de Condé.
Maladrerie réunie en 1698 à l'hôtel-Dieu de Château-Thierry.

### Carte de Cassini
|  |  |  |

La carte de Cassini ci-dessus montre qu'au milieu du XVIIIe siècle, Condé-en-Brie, qui se nommait Condé, était une place forte située sur la rive droite de la rivière La Dhuis.
Le château est représenté sur la rive gauche de la rivière.
Le moulin à eau est symbolisé par une roue dentée sur la rivière.
À l'ouest, la chapelle Courtigy, dont le nom est évoqué par la rue de Courtigny, est aujourd'hui disparue.
Première Guerre mondiale

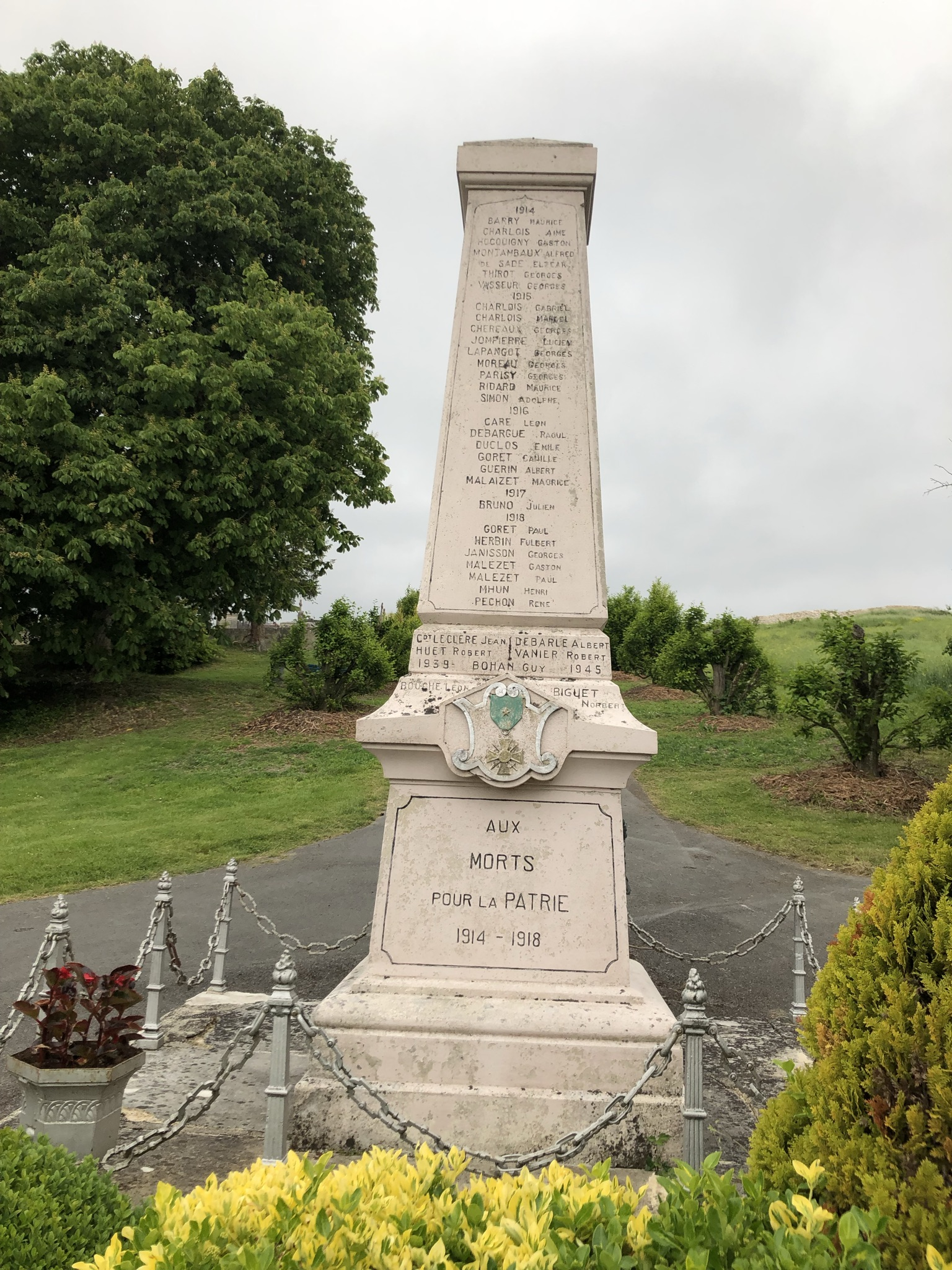
Monument aux morts 1914-1918.

La commune a été décorée de la Croix de guerre 1914-1918 le 16 juin 1921.

## Politique et administration

### Rattachements administratifs et électoraux
La commune se trouve depuis 1942 dans l'arrondissement de Château-Thierry du département de l'Aisne. Pour l'élection des députés, elle fait partie depuis 1958 de la cinquième circonscription de l'Aisne.
Elle était depuis 1793 le chef-lieu du canton de Condé-en-Brie. Dans le cadre du redécoupage cantonal de 2014 en France, elle intègre le canton d'Essômes-sur-Marne.

### Intercommunalité
La commune était le siège de la communauté de communes du canton de Condé-en-Brie, créée en 1995.
Dans le cadre de la loi portant nouvelle organisation territoriale de la République (Loi NOTRe) du 7 août 2015, qui prévoit que les établissements publics de coopération intercommunale (EPCI) à fiscalité propre doivent avoir un minimum de 15 000 habitants, celle-ci fusionne avec d'autres intercommunalités pour former, le 1er janvier 2017, la communauté d'agglomération de la Région de Château-Thierry dont la commune est désormais membre.

### Liste des maires
| Période                                  | Période                      | Identité          | Étiquette             | Qualité |
| ---------------------------------------- | ---------------------------- | ----------------- | --------------------- | --- |
| Les données manquantes sont à compléter. |                              |                   |                       | |
|                                          |                              | Pierre Lamarre    | Rad. puis MRG         | Conseiller général de Condé-en-Brie (1947 → 1976) |
| Les données manquantes sont à compléter. |                              |                   |                       | |
| mars 1995                                | juillet 2013                 | Jacques Larangot  | UDF                   | Exploitant agricole, président de la Coopérative agricole et viticole de Château-Thierry Maire de Baulne-en-Brie (1971 → 1995) Conseiller général de Condé-en-Brie (1982 → 2001) Président de la CC du canton de Condé-en-Brie (1995 → 2008) Décédé en fonction |
| juillet 2013                             | 2014                         | Françoise Laurent |                       | |
| 2014                                     | juillet 2020                 | Éric Assier       | SE                    | Retraité Vice-président de la CA de la Région de Château-Thierry (2017 → 2020) |
| juillet 2020,                            | En cours (au 4 juillet 2020) | Dominique Moyse   | UDI HOR (depuis 2022) | Conseiller régional des Hauts-de-France (Depuis 2015) |

## Démographie
L'évolution du nombre d'habitants est connue à travers les recensements de la population effectués dans la commune depuis 1793. Pour les communes de moins de 10 000 habitants, une enquête de recensement portant sur toute la population est réalisée tous les cinq ans, les populations de référence des années intermédiaires étant quant à elles estimées par interpolation ou extrapolation. Pour la commune, le premier recensement exhaustif entrant dans le cadre du nouveau dispositif a été réalisé en 2006.

En 2022, la commune comptait 658 habitants, en évolution de −2,52 % par rapport à 2016 (Aisne : −1,97 %, France hors Mayotte : +2,11 %).
| 1793 | 1800 | 1806 | 1821 | 1831 | 1836 | 1841 | 1846 | 1851 |
| ---- | ---- | ---- | ---- | ---- | ---- | ---- | ---- | ---- |
| 613  | 596  | 578  | 628  | 692  | 770  | 746  | 790  | 857  |

| 1856 | 1861 | 1866 | 1872 | 1876 | 1881 | 1886 | 1891 | 1896 |
| ---- | ---- | ---- | ---- | ---- | ---- | ---- | ---- | ---- |
| 718  | 741  | 750  | 651  | 687  | 685  | 639  | 662  | 708  |

| 1901 | 1906 | 1911 | 1921 | 1926 | 1931 | 1936 | 1946 | 1954 |
| ---- | ---- | ---- | ---- | ---- | ---- | ---- | ---- | ---- |
| 664  | 624  | 618  | 630  | 675  | 588  | 572  | 553  | 564  |

| 1962 | 1968 | 1975 | 1982 | 1990 | 1999 | 2006 | 2011 | 2016 |
| ---- | ---- | ---- | ---- | ---- | ---- | ---- | ---- | ---- |
| 623  | 592  | 653  | 609  | 591  | 626  | 633  | 659  | 675  |

| 2021 | 2022 | - | - | - | - | - | - | - |
| ---- | ---- | - | - | - | - | - | - | - |
| 675  | 658  | - | - | - | - | - | - | - |

## Culture locale et patrimoine

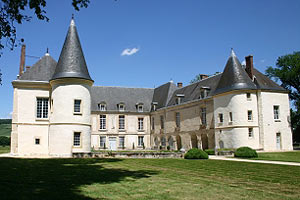
Château de Condé - façade Sud.

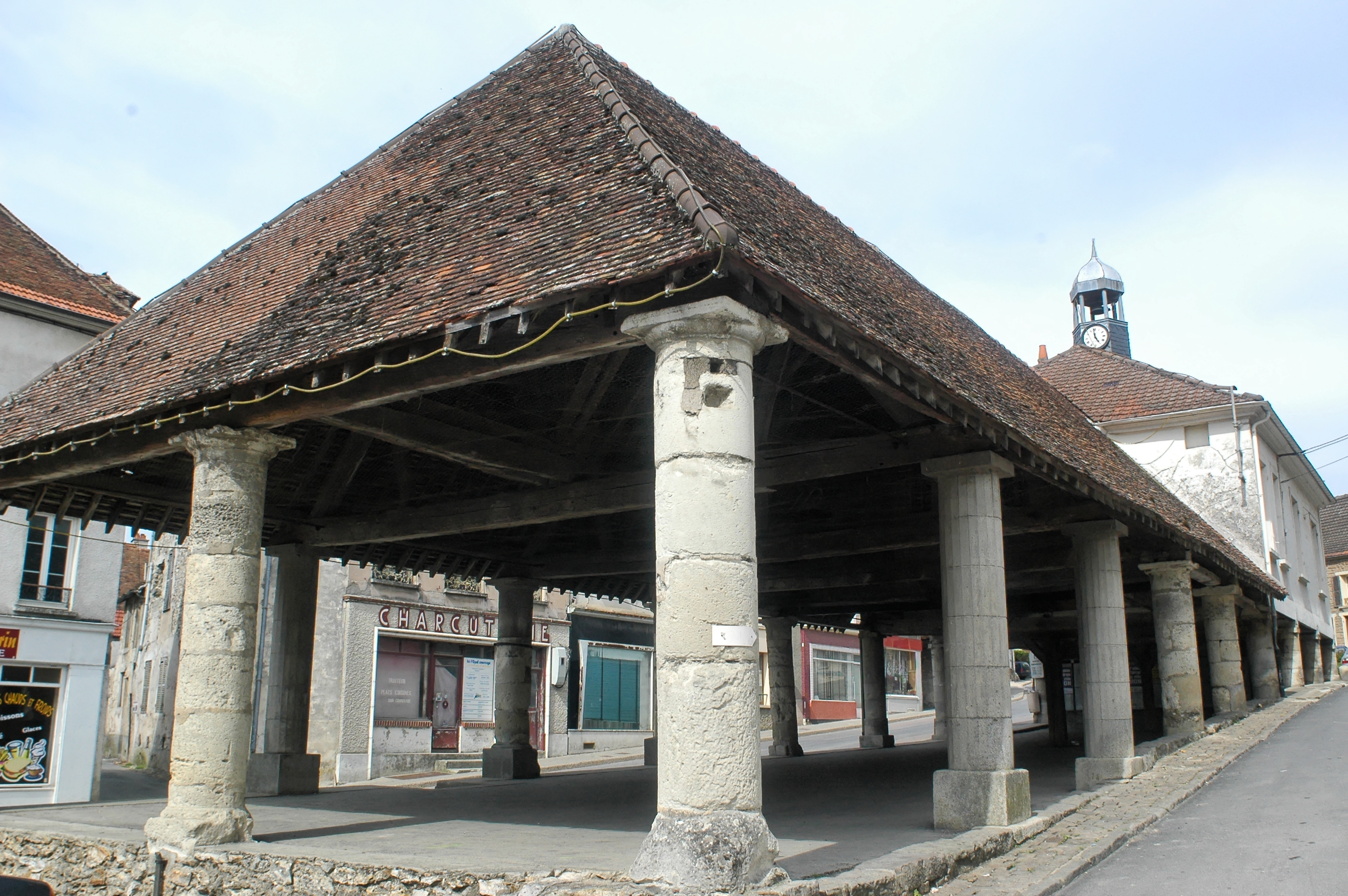
La halle de Condé-en-Brie.

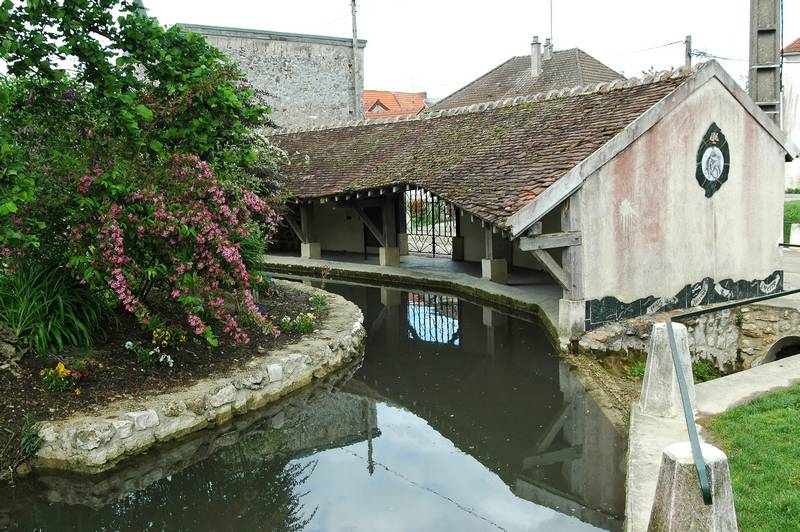
Le lavoir central de Condé-en-Brie.

### Lieux et monuments
- Le château de Condé, demeure des princes[32], a été classé Monument historique avec toutes ses dépendances en 1979[33].

À l'intérieur du château, deux peintures murales datant du XVIIe siècle illustrent des contes de La Fontaine : Le Villageois qui a perdu son veau et La fiancée du Roi de Garbe.
- L'église Saint-Rémi du XIIIe siècle est classée au registre des Monuments historiques depuis 1920[34].
- Couvent de Picpus et petit collège.
- Les halles des XVe et XVIe siècles en charpente sur piliers d'ordre dorique, construites à la demande de Marie de Luxembourg et l'ancienne mairie sont inscrites à l'inventaire des monuments historiques depuis 1979[35].
- Chapelle du cimetière de Condé-en-Brie.
- Lavoirs dont celui du centre décoré sur le thème d'une fable de Jean de La Fontaine : Les Animaux malades de la peste, VII, 1.

### Personnalités liées à la commune
- Jan Hus (Jean Huss), né en Bohême du Sud en 1369 ou 1370, mort à Constance (Allemagne) le 6 juillet 1415 était un théologien tchèque qui fut déclaré hérétique par l'antipape "Jean XXIII" au concile de Constance et brûlé par le bras séculier. Il passa un moment à Condé-en-Brie pour y faire de la prédication. Une rue de la commune porte son nom.
- Louis Ier de Bourbon-Condé, 1er prince de Condé, il fut le chef du parti protestant durant la Première guerre de Religion (1562–1563).
- Charles de Bourbon-Soissons, grand maître de France et premier vice-roi de la Nouvelle-France.
- Thomas de Savoie-Carignan, nommé généralissime des armées de France et de Savoie en Italie, fit la guerre[Laquelle ?] avec succès, et reçut de Mazarin, en récompense, la charge de grand maître de France.
- Marie de Luxembourg (1562-1623) qui résida au château des princes de Condé et de Savoie est à l'origine de la construction de la halle de Condé-en-Brie, maintenant classée monument historique.
- Eugène de Savoie-Carignan, connu sous le nom de Prince Eugène, passa une bonne partie de son enfance à Condé-en-Brie et dans l'hôtel de Soissons à Paris.
- Jean-François Leriget de La Faye, chef du cabinet royal et conseiller particulier du Roi, diplomate, mécène et poète français élu à l'Académie française en 1730, acquit le château de Condé en 1719 qu'il fit transformer par l'architecte Servandoni. Il fut également administrateur de la Compagnie des Indes. Le collège de Condé-en-Brie porte son nom.
- Charles Sanson de Longval, de la célèbre famille de bourreau Sanson, prend sa retraite à Condé-en-Brie et y décède en 1707[réf. nécessaire].
- La famille des comtes de Sade, qui reposent au cimetière de la ville.

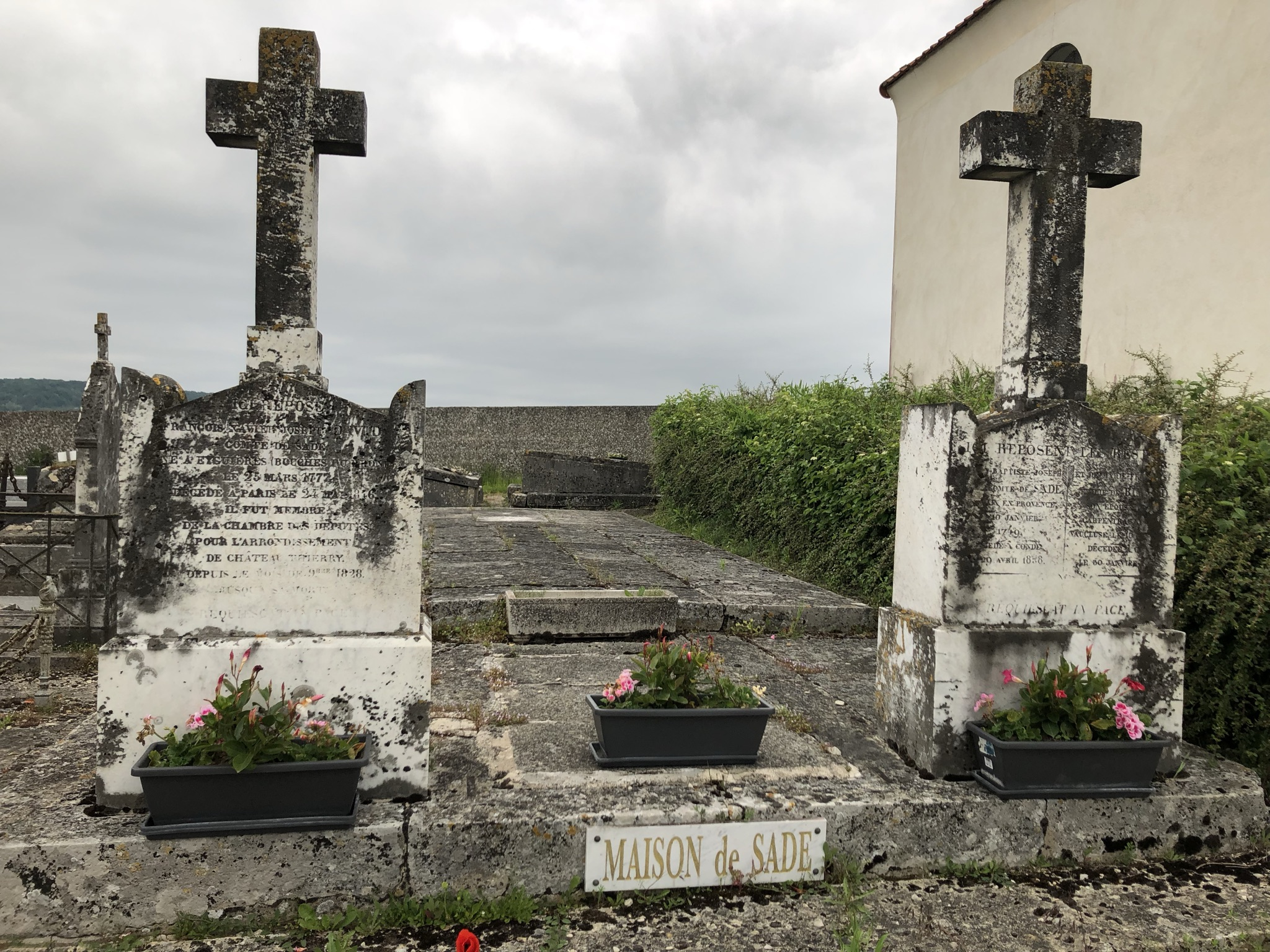
Caveau de la Maison de Sade.

- Le capitaine Henri Gérard, né le 26 juin 1859 à Condé-en-Brie, décédé le 3 juin 1908 à Montmorency. Il fit une partie de sa carrière au 147e de ligne (ancêtre du 147e RI) entre 1900 et 1906. C'est au sein de ce régiment qu'il monta un peloton cycliste, puis une compagnie de 150 hommes. Il était chevalier de la Légion d'honneur[36], officier de l'ordre du Dragon d'Annam, chevalier de l'ordre de Léopold, titulaire de la médaille commémorative de l'expédition du Tonkin, officier des Palmes académiques. Ingénieux militaire, il est l'inventeur de la bicyclette pliante qui porte son nom (Bicyclette pliante « système Gérard » transformée en 1912 pour l'armée).

### Héraldique
| Blason de Condé-en-Brie | Blason  | D'azur à trois fleurs de lys d'or, celle du chef dextre brochant sur une cotice alésée de gueules*. Ornements extérieursCroix de guerre 1914-1918 |
| Blason de Condé-en-Brie | Détails | * Il y a là non-respect de la règle de contrariété des couleurs : ces armes sont fautives (gueules/azur). * Les armoiries de la commune rappellent celles de la maison de Condé, dont le fief se situe sur la commune. - Blason adopté par la municipalité |

## Pour approfondir